# کوین تنت
کوین تنت (انگلیسی: Kevin Tent) یک تدوین‌گر اهل ایالات متحده آمریکا است.

## بخشی از فیلمشناسی
- ۱۹۹۹ - انتخابات (فیلم ۱۹۹۹) نامزد جایزه ACE Eddie
- ۲۰۰۱ - کوکائین (فیلم)
- ۲۰۰۲ - درباره اشمیت نامزد جایزه ACE Eddie
- ۲۰۰۴ - راه‌های فرعی (فیلم) نامزد جایزه ACE Eddie
- ۲۰۰۵ - مادرشوهر هیولا
- ۲۰۰۶ - آر وی (فیلم)
- ۲۰۰۷ - قطب‌نمای طلایی (فیلم)
- ۲۰۱۰ - شانگهای (فیلم ۲۰۱۰)
- ۲۰۱۱ - زادگان نامزد جایزه اسکار
- ۲۰۱۳ - نبراسکا (فیلم)